# Panama na Letnich Igrzyskach Olimpijskich 2004
Panamę na Letnich Igrzyskach Olimpijskich 2004 reprezentowało 4 sportowców.

## Skład kadry

### Lekkoatletyka
Kobiety:
- Bayano Kamani - bieg na 400 m przez płotki - Finał: 48.74 s (5 miejsce)

Mężczyźni:
- Irving Saladino - skok w dal - 7.42 m

### Pływanie
Mężczyźni:
- Ismael Ortiz
  - 100 m st. dowolnym - kwalifikacje: 51.74 s

Kobiety:
- Eileen Coparropa
  - 50 m st. dowolnym - półfinał: 25.37 s
  - 100 m st. dowolnym - kwalifikacje: 57.09 s